# Моби Грейп
„Моби Грейп“ (на английски: Moby Grape) е рок група от Сан Франциско, САЩ.
Създадена е през 1960-те години. Изпълнява смесица от фолк, кънтри, блус, джаз, рок и психеделична музика. Всичките 5 членове на групата допринасят както за съчиняването, така и изпълнението на песните.
Джеф Тамаркин ги описва така: „В сагата на „Грейп“ има пропилян потенциал, абсурдно погрешни решения, лош късмет, гафове и агонизираща скръб, всичко това на фона на една от най-добрите рокендрол продукции, излезли някога от Сан Франциско. „Моби Грейп“ можеха да имат всичко, но в крайна сметка не постигнаха нищо, дори по-зле.“